# Javier Parrado
Javier Parrado (La Paz, Bolivia, 26 de mayo de 1964) es un compositor boliviano del siglo XX, autor de obras en varios géneros musicales interpretadas en Latinoamérica y Europa.

## Biografía
Javier Parrado estudió música en la Escuela Nacional de Música y en el Conservatorio Nacional en Música de La Paz, Bolivia, bajo la guía de Cergio Prudencio y Alberto Villalpando. Luego de graduarse estudió en seminarios con Franco Donatoni, Edgar Alandia, Reinhard Febel, Víctor Rasgado, Graciela Paraskevaídis y Coriún Aharonián. 
Obtuvo becas del Goethe Institut en Berlín, Centro Nacional de las Artes en México DF. y el Centro para la Difusión de la Música Contemporánea en Madrid.
Sus obras fueron interpretadas en varios países de América y Europa. En Bolivia trabajó por muchos años como compositor residente y arreglista para el proyecto de difusión de música folclórica boliviana de la Orquesta Sinfónica Nacional ; también como profesor, compositor, arreglista e investigador. 
La editora alemana TreMedia publicó su música para guitarra. Tiene varios artículos publicados sobre investigaciones de música boliviana.
Es miembro del proyecto Uyaricuna, Ist'asiñani, Nos escucharemos que trabaja la música tradicional boliviana. La primera etapa se basó en la música de varias danzas de los departamentos de La Paz, Oruro y Potosí en versiones sinfónicas y camerísticas  (enlace roto disponible en Internet Archive; véase el historial, la primera versión y la última).. En mayo de 2010 presenta junto al director Willy Pozadas un concierto con la Orquesta Sinfónica Nacional  de Bolivia basado íntegramente en la música de una de las entradas folclóricas más significativas de Bolivia: la entrada del Señor del Gran Poder , .

## Premios
- 1º premio Concurso Adrían Patiño (La Paz, Bolivia, 1993).
- 1º premio concurso de composición para guitarra Agustín Barrios Mangoré (Salzburgo, Austria, 2001) (enlace roto disponible en Internet Archive; véase el historial, la primera versión y la última).,  (enlace roto disponible en Internet Archive; véase el historial, la primera versión y la última)..
- Mejor banda sonora del concurso de video Amalia Gallardo (La Paz, Bolivia, 2004).
- Mención de honor en el X Certamen Internacional de Expresión Coral (Islas Canarias, España 2004) .
- Medalla al Mérito Cultural 2009 de la Asociación Boliviana Pro Arte. (La Paz, Bolivia, 7 de julio de 2009)
- Premio único Concurso Adrían Patiño (La Paz, Bolivia, 2009) (enlace roto disponible en Internet Archive; véase el historial, la primera versión y la última).,.

## Selección de obras

### Instrumento Solo
- Estaciones para flauta (1993) para Flauta
- Sendas Lunares (1997) para Guitarra. Christoph Jäggin, guitarra y editor.
- Sombra y Agua (1997-98) para Piano . Marco Ciccone, piano
- Ellas ¿y Bach? (2004) para Violín

### Música electroacústica
- Inti Yana (1994) para cinta

### Música de cámara
- Presencia alterna (1991) Texto de Eduardo Mitre para soprano y grupo
- Llamadas (1991, rev 96) para Violín y Marimba. Javier Pinell, violin  Archivado el 5 de marzo de 2016 en Wayback Machine..
- Salto al Alba (1996) para Guitarra and Flauta. Álvaro Montenegro, flauta y Gentaro Takada (enlace roto disponible en Internet Archive; véase el historial, la primera versión y la última)., guitarra.
- De las fuentes y la memoria (1996)
- Ciclo sobre textos de Goethe (1999) para Voz y Piano
- Pirqa, brasa y ceniza (2002), para 3 Zampoñas, 3 Flautas (en Do, piccolo y bajo, Oboe con sord. ad lib) estreno Ensamble Antara. Audio
- Noche Cúbica (2005) para Violin y ensamble

### Música coral
- Tanta luz que dexan (2004) para coro mixto.

### Música sinfónica
- Aceras y k'antu Magenta (2011) para Orquesta sinfónica  (enlace roto disponible en Internet Archive; véase el historial, la primera versión y la última)., ,Archivado el 10 de febrero de 2021 en Wayback Machine.
- Reposada brasa (2002) para Orquesta sinfónica
- Aceras líquidas y pasos lunares (2005) para Orquesta sinfónica  (enlace roto disponible en Internet Archive; véase el historial, la primera versión y la última).
- Alegres Prestes, homenaje al Gran Poder (2009) para banda sinfónica.

Selección de “Uyaricuna ist`asiñani, nos escucharemos” (2006): 
- Tinkus para Orquesta sinfónica
- Chiriwanos para Orquesta sinfónica
- A cielo abierto (2007) para Orquesta sinfónica
- Alegres prestes, homenaje al Gran Poder (2009) versión para Orquesta sinfónica  (enlace roto disponible en Internet Archive; véase el historial, la primera versión y la última).

### Selección Arreglos orquestales de música boliviana (folklore y rock)
- Grupo Wara  y orquesta sinfónica (2011): Nacimiento de la energía, Aymara, Collita, Illimani y Noches de amor ,Archivado el 4 de marzo de 2016 en Wayback Machine.
- Voz y orquesta: Canciones para Enriqueta Ulloa, Emma Junaro, Los Kjarkas, Yalo Cuéllar, Esther Marisol, etc.
- Charango y orquesta: "El Nacimiento del Charango" de William Centellas  Archivado el 21 de junio de 2009 en Wayback Machine.
- Quena y orquesta: "Sapitay Baguala" y "Yurita" de Juan Lazzaro Méndolas
- Folclore tradicional: Novia Santa Cruz, Soledad (Implorando), Llamerada, Diabladas, Destacamento 111b, Lejos de La Paz (Morenada, 2010) y Ayda (Morenada, 2010)  (enlace roto disponible en Internet Archive; véase el historial, la primera versión y la última).

## Publicaciones y referencias
- Música para orquesta en Youtube (Tinkus): ,
- Repercusiones en prensa de los estrenos en el 2010:  (enlace roto disponible en Internet Archive; véase el historial, la primera versión y la última)., ,
- Arreglos 2009
- Bicentenario La Paz
- PARRADO, Javier 2006 “Los aires nacionales en el siglo XIX. Apuntes sobre la notación musical”. En: Fundación del Banco Central de Bolivia, Revista Cultural. Año X – Nº 43 / noviembre – diciembre de 2006
- ALANDIA, Mariana y PARRADO, Javier. 2004 “El Fondo Bolivia, una mirada a nuestra historia musical bajo la óptica del repertorio de piano”. En Temas en la crisis. Las culturas de Bolivia. Número 65-IV-2004
- ALANDIA, Mariana y PARRADO, Javier. 2003 “A la vera del piano”. En: T’inkazos, Revista Boliviana de Ciencias Sociales cuatrimestral del Programa de Investigación Estratégica de Bolivia (PIEB). Número 14 de junio de 2003.  Archivado el 26 de enero de 2009 en Wayback Machine.
- PARRADO, Javier 2002 “Laberinto y código sonoros”. En Ciencia y Cultura Revista de la Universidad Católica Boliviana San Pablo. Número 11 diciembre Año 2002.
- SEOANE, Carlos; EICHMANN, Andrés Archivado el 5 de enero de 2007 en Wayback Machine.; PARRADO, Javier; SOLIZ, Carmen; ALARCÓN, Estela y SÁNCHEZ, Sergio. 2000 Melos Damus Vocibus, Códices Cantorales Platenses. Proinsa. La Paz.
- Ensamble Artekorp: http://www.palabrasmas.org/nius/index.php?page=32&idn=103 Archivado el 6 de marzo de 2016 en Wayback Machine.
- Partituras: http://www.tremediamusicedition.com/komponisten/parrado.htm
- Festival Aspekte de Salzburgo: https://web.archive.org/web/20110531200448/http://www.aspekte-salzburg.at/Biographien/100.html
- Unesco: http://portal.unesco.org/culture/fr/ev.php-URL_ID=16129&URL_DO=DO_PRINTPAGE&URL_SECTION=201.html Archivado el 4 de marzo de 2016 en Wayback Machine.
- Biblioteca del Conservatorio Nacional Superior de Música y Danza de París: Pirqa, brasa y ceniza http://www.musiquecontemporaine.fr/record/oai:cnsmdp-aloes:0749578 Archivado el 18 de julio de 2011 en Wayback Machine.
- FUNDACIÓN CULTURAL “LA PLATA” (2005). Historia de la Cultura Boliviana en el Siglo XX. “I La Música”. Agua del Inisterio”. Sucre, Bolivia.

- Trabajo en: La senda de Álvaro Montenegro con música Qaqachaca . CD: